# Síndrome de Tietze
La osteocondritis esternocostal, también llamada síndrome de Tietze o condritis esternocostal, es un tipo doloroso de osteocondrosis caracterizada por la inflamación benigna de uno o más de los cartílagos que unen las costillas con el esternón. Fue descrito por primera vez en 1921 por el cirujano alemán Alexander Tietze (1864-1927) y posteriormente recibió su nombre.

## Causas
Las causas exactas del síndrome de Tietze no están tan claras. Algunos estudios hablan de la posibilidad de  que múltiples microtraumatismos en la pared anterior del tórax pueden desencadenar el desarrollo del síndrome de Tietze. Puede ocurrir con más frecuencia en determinadas afecciones, como la artritis psoriásica. A veces, el desarrollo del trastorno puede estar precedido por tos crónica excesiva, vómitos, traumatismo o impacto en el pecho, infecciones virales o bacterianas o cirugía en el área torácica.
Se han descrito como causas: 
- Traumatismos o presión en la región de las costillas.
- Algún esfuerzo físico importante y sufrir caídas o choques accidentales al practicar deportes.
- Dormir en posiciones incómodas, por ejemplo sobre un costado o boca abajo, lo que puede ocasionar presión extra en la caja torácica, haciendo más difícil su expansión y afectando a los cartílagos.
- Tuberculosis.
- Procesos reumáticos.
- Síndromes tusígenos
- Estrés

## Epidemiología
Se desconocen la prevalencia e incidencia precisas del síndrome de Tietze. Los jóvenes mayores y los adultos más jóvenes parecen verse afectados con más frecuencia . Rara vez se ven afectados aquellos que se encuentran en los extremos más alejados del espectro de edad.
Este síndrome se presenta más comúnmente en jóvenes y adultos, es infrecuente en niños menores de 10 años.
En ocasiones al padecer este síndrome se entra en pánico y se asocian sus síntomas al infarto de miocardio. Es por ello que el personal médico debe estar entrenado para detectar esta aflicción.
Si se padecen problemas respiratorios, resfriados, etc. que provocan estornudos o tos, los mismos deberán ser tratados para evitar movimientos de la caja toráxica que impidan la recuperación correcta de la dolencia. En ocasiones se recomiendan movimientos lentos diarios con los brazos. El tratamiento suele ser paliativo, con analgésicos, también dan buenos resultados las infiltraciones locales con esteroides. En ocasiones puede remitir espontáneamente.

## Tratamiento
El síndrome de Tietze se considera una afección autolimitante que generalmente se resuelve en unos pocos meses con reposo. El tratamiento para el síndrome de Tietze suele consistir en analgésicos y antiinflamatorios no esteroides (AINE) como ibuprofeno , aspirina, acetaminofeno (paracetamol) y naproxeno. Otros tratamientos  incluyen la terapia manual y la aplicación de calor local.Estos están destinados a aliviar el dolor y no se espera que traten o curen el síndrome de Tietze, ya que se espera que la afección se resuelva por sí sola.

## Pronóstico
El síndrome de Tietze es una enfermedad autolimitante con muy buen pronóstico. La mayoría de los pacientes informan una resolución completa de los síntomas en 1 a 2 semanas con tratamiento conservador, pero ha habido informes de la inflamación característica que dura hasta un año. También son posibles las recurrencias.